# Gran Premi Marcel Kint
El Marcel Kint Classic (fins 2022 Gran Premi Marcel Kint), és una cursa ciclista d'un dia que disputa als voltants del municipi de Zwevegem a Bèlgica. Creada el 1930 amb el nom de Gran Premi de Zwevegem, al 1942 va adoptar el nom actual en homenatge del ciclista Marcel Kint, fill de Zwevegem. El 2016 entra en el calendari de la UCI Europa Tour.
El 2024, per quarta vegada en la història de l'esdeveniment, la 82ena edició va ser anul·lada per manca de pressupost. La permanència de l'esdeveniment no és segur, car el patrocinador principal es va retirar.

## Palmarès

### Fins al 1979
1930 ·  Adolf Van Bruaene

1935 ·  Marcel Kint 

1936 ·  Michel D'Hooghe 

1937 ·  Albert Beirnaert

1938 ·  Frans Binnemans

1942 ·  Jef Vande Weghe

1947 ·  Albert Paepe 

1948 ·  Roger Cnockaert

1949 ·  Valère Ollivier

1950 ·  Valère Ollivier

1951 ·  Basiel Wambeke

1952 ·  Willem Labaere

1953 ·  Willy Geers

1954 ·  Russell Mockridge

1955 ·  Georges Decraeye

1956 ·  Jef Planckaert

1957 ·  Staf Van Vaerenbergh

1958 ·  Jef Planckaert

1959 ·  Gilbert Desmet

1960 ·  Arthur Decabooter

1961 ·  Jef Planckaert

1962 ·  Jef Planckaert

1963 ·  Norbert Kerckhove

1964 ·  Frans Melckenbeeck

1965 ·  Ward Sels

1966 ·  Roland Van De Rijse

1967 ·  Noël Van Clooster

1968 · no organitzat

1969 ·  André Dierickx

1970 ·  Willy Van Neste

1971 ·  Guido Reybrouck

1972 ·  Christian Callens

1973 ·  Frans Verbeeck

1974 ·  Willy Van Neste

1975 ·  Ronald De Witte

1976 •  José Vanackere

1977 •  Willy Planckaert

1978 •  Alain Desaever

1979 •  Lieven Malfait

### Des del 1980
| Any                   | Vencedor                | Segon                   | Tercer                  |         |
| --------------------- | ----------------------- | ----------------------- | ----------------------- | ------- |
| 1980                  | Patrick Devos           | Eddy Vanhaerens         | Pol Verschuere          |         |
| 1981                  | Willy Teirlinck         | Walter Dalgal           | Eddy Vanhaerens         |         |
| 1982                  | Dirk Heirweg            | Charles Jochums         | Marc Goossens           |         |
| 1983                  | Luc Meersman            | Rudy Delehouzée         | Eddy Vanhaerens         |         |
| 1984                  | Eddy Planckaert         | Danny Van Baelen        | Franky Van Oyen         |         |
| 1985                  | Franky Van Oyen         | Tim Harris              | Daniel Rossel           |         |
| 1986                  | Roger Ilegems           | Benjamin Van Itterbeeck | Rik Mannaerts           |         |
| 1987                  | Frank Pirard            | Leon Nevels             | Etienne De Wilde        |         |
| 1988                  | Franky Pattyn           | Danny Janssens          | Yvan Lamote             |         |
| 1989                  | Ludo Giesberts          | Jan Bogaert             | Frank Francken          |         |
| 1990                  | Ludo Giesberts          | Patrick Verschueren     | Jan Bogaert             |         |
| 1991                  | Marnix Lameire          | Peter Naessens          | Rik Coppens             |         |
| 1992                  | Ferdi Dierickx          | Jan Bogaert             | Kurt Onclin             |         |
| 1993                  | Michel Vermote          | Rudy Verdonck           | Pierre Herinne          |         |
| 1994                  | Wim Omloop              | Patrick Van Roosbroeck  | Patrick De Wael         |         |
| 1995                  | Anders Eklundh          | Marat Ganéiev           | Johnny van Cadsand      |         |
| 1996                  | Danny Daelman           | Lars Michaelsen         | Peter Spaenhoven        |         |
| 1997                  | Peter Van Petegem       | Franky Van Haesebroucke | Andy De Smet            |         |
| 1998                  | Bart Heirewegh          | Geert Omloop            | Andy De Smet            |         |
| 1999                  | Adri van der Poel       | Filip Vereecke          | Gianni Rivera           |         |
| 2000                  | Eric De Clercq          | Peter Van Petegem       | Bart Heirewegh          |         |
| 2001                  | Jan van Velzen          | Marc Roland             | Bart Heirewegh          |         |
| 2002                  | Gordon McCauley         | Thierry De Groote       | Mindaugas Goncaras      |         |
| 2003                  | Aivaras Baranauskas     | Christoph Roodhooft     | Christophe Waelkens     |         |
| 2004                  | Frank Vandenbroucke     | Steven De Neef          | Mindaugas Goncaras      |         |
| 2005                  | Frank Vandenbroucke     | Hamish Haynes           | Bert Scheirlinckx       |         |
| 2006                  | Kevin Van der Slagmolen | Geert Omloop            | Steven Thys             |         |
| 2007                  | Geert Omloop            | Johan Coenen            | Bert De Waele           |         |
| 2008                  | Niko Eeckhout           | Sven Nys                | Geert Omloop            |         |
| 2009-2010 no disputat |                         |                         |                         |         |
| 2011                  | Baptiste Planckaert     | Jonas Ljungblad         | Aidis Kruopis           |         |
| 2012                  | Ramūnas Navardauskas    | Kess Heytens            | Tijmen Eising           |         |
| 2013                  | Iljo Keisse             | Stijn Steels            | Baptiste Planckaert     |         |
| 2014                  | Brian van Goethem       | Fréderique Robert       | Matthias Van Holderbeke |         |
| 2015                  | Baptiste Planckaert     | Alexander Krieger       | Brian van Goethem       |         |
| 2016                  | Jan-Willem van Schip    | Michiel Dieleman        | Emiel Vermeulen         |         |
| 2017                  | Jonas Rickaert          | Anders Skaarseth        | Olivier Pardini         |         |
| 2018                  | Nacer Bouhanni          | Cees Bol                | Dries De Bondt          |         |
| 2019                  | Bryan Coquard           | Nacer Bouhanni          | Alfdan De Decker        |         |
| 2020                  | suspesa                 | suspesa                 | suspesa                 | suspesa |
| 2021                  | Álvaro Hodeg Chagui     | Tim Merlier             | Danny van Poppel        |         |
| 2022                  | Arnaud De Lie           | Luca Mozzato            | Gerben Thijssen         |         |
| 2023                  | Caleb Ewan              | Tim Merlier             | Gerben Thijssen         |         |
| 2024                  | suspesa                 | suspesa                 | suspesa                 | suspesa |
| 2025                  | suspesa                 | suspesa                 | suspesa                 | suspesa |